# シャーリー・ウォーカー
シャーリー・ウォーカー（Shirley Walker、1945年4月10日 - 2006年11月30日）は、米国の映画音楽の作曲家、指揮者である。カリフォルニア州ナパ生まれ。
彼女は『バットマン/マスク・オブ・ファンタズム』（1993）や『スーパーマン アニメ・シリーズ』（1996～2000）などのTV用アニメや大予算の『透明人間』（1992）や『ウィラード』（2003）、『ファイナル・デスティネーション』（2000）などの音楽を書いている。
2006年11月30日、脳動脈瘤破裂で死去。61歳だった。

## 作曲担当作品

### 主な映画音楽
- ファイナル・デッドコースター（2006）
- ウィラード（英語版）（2003）
- デッドコースター（2003）
- ファイナル・デスティネーション（2000）
- バットマン/マスク・オブ・ファンタズム（1993）
- 透明人間（1992）
- チャイルド・プレイ2（1990）

### テレビドラマの音楽
- 超音速ヒーロー ザ・フラッシュ

### テレビアニメの音楽
- スーパーマン（1996 - 2000）

## 指揮担当作品

### 映画音楽
- メタルストーム
- チャイルド・プレイ2（オーケストレーションも担当）

## 備考
- ウォーカーは、自分自身の手で全てのスコアを書いた。
- 彼女は、オーケストレーションも指揮も全て自分で行った。
- ウォーカーは多くのDCコミックスの映画化の際、ダニー・エルフマンと共に働いた。『バットマン』(1989)の指揮を行い、『バットマン』のほとんどのスコアを書いた。他にも様々な作品で彼と組んでスコアを書いた。